# Journal of Transport and Land Use
Journal of Transport and Land Use は交通と土地利用の関係に関するオープンアクセスの査読つき学術雑誌である。2008年に創設された。2011年8月より、World Society for Transport and Land Use Researchの公式ジャーナルとなった。ミネソタ大学の交通研究センターと都市・ネットワーク・経済システム研究グループがボランティアで運営しており、年に3回発行される。編集長はデヴィッド・ M.レヴィンソンである。

## 抄録
ジャーナルの抄録はRePEcとTransportation Research Board TRIDデータベースに掲載されている。